# Yerkesobservatoriet
Yerkesobservatoriet är ett astronomiskt observatorium som tillhör University of Chicago, beläget i Williams Bay, Wisconsin. Det uppfördes 1897 av George Ellery Hale med finansiellt stöd från Charles T. Yerkes. Observatoriet har världens största fungerande refraktorteleskop, vars objektiv är 102 cm i diameter.
Asteroiden 990 Yerkes, som även upptäcktes av observatoriet är uppkallad efter observatoriet.